# Joan Capó i Valls de Padrines
Joan Capó i Valls de Padrines va néixer a Felanitx (Mallorca) el 20-08-1888 i va morir a Palma el 27-12-1952. Pedagog.

## Biografia
Va assistir a l'Escola Nacional de Miquel Porcel Riera, de qui va esdevenir gendre. El 1903 va ingressar a l'Escola Normal de Palma i l'any 1904 va obtenir el títol elemental. L'any 1905 va obtenir el títol superior a Barcelona. De 1907 a 1910 va dirigir l'Escola Obrera de la Congregació Mariana. El 1909 va ingressar, per oposició, al cos del magisteri nacional i el varen destinar a Sencelles. L'any 1911 va ingressar a l'Escola Superior del Magisteri. Va ser l'inspector de l'ensenyament a Tarragona l'any 1914 i a Balears des de l'any 1915 fins al 1940.
L'1 de gener de 1916 va dirigir la Diada de la Llengua Catalana, celebrada a Inca. El 1918 publica sota el pseudònim d'Ivon el Libro de los ejemplos. El 1919 publica un Compendio de Historia de Mallorcai el Libro de la raza. El mateix any va contribuir de manera decisiva a la creació del Museu Pedagògic Provincial de les Balears. El 1921 publica el Libro de las claras y virtuosas mujeres. El 1923 va ser el primer president de l'Associació per la Cultura de Mallorca i publica Inca de Mallorca i ses glòries contades als infants i la Història de Felanitx contada als infants. Va ser expedientat per separatista. El 1924 edita Educación de nobles.El 1930 publica Lo que España espera de vosotros i Las cuevas del Drac.El 1931 publica el Libro de la raza. 
El 1936 va formar part de la primera comissió de depuració. Va ser empresonat a Can Mir. El 1938 publica Soy flecha. El 1939 li comuniquen el trasllat forçós. El 1940 és destinat a Almeria com a inspector, perquè «aprendiese castellano». El 1944 va ser destinat Inspector a Castelló. El 1945 va crear a la Vall d'Uixó el Consell de Protecció Escolar. El 1947 va publicar Madres. Ensayo de pedagogia familiar. El 1951 va organitzar a Moncofa les primeres Colònies Escolars i va publicar el llibre Segundo viaje de estudios de un grupo de maestros i l'article "Teoria de la iniciación a la escritura". El 27 de desembre de 1952 mor a Palma.
A les Balears va ser ell qui va impulsar i va renovar la pedagogia. També va implantar el Certificat de Cultura Elemental a tota la província. Moltes escoles públiques varen ser construïdes gràcies a ell i varen ser dissenyades per Guillem Forteza Pinya. La seva obra està en el Museu Pedagògic Provincial de Balears i la promoció de les colònies d'estiu creat per Miquel Porcel Riera. L'any 1918 va fundar juntament amb en Miquel Duran Saurina, Mallorca Editorial (empresa dedicada a llibres escolars). L'any 1923 va participar en la fundació de l'Associació per la Cultura de Mallorca. Va publicar articles sobre la pedagogia en revistes nacionals. També va escriure alguns llibres com Mi libro, El libro de los ejemplos de l'any 1918, Història de Mallorca de l'any 1919, Lo que España espera de vosotros de l'any 1930, “Las Cuevas del Drach” de l'any 1930 i El libro de la raza de l'any 1931. Per tot el que va fer, hi ha dos centres escolars mallorquins (a Palma i a Felanitx) que duen el seu nom. També el carrer on està situada l'Escola Normal de Palma.
Es va casar en segones núpcies amb Asunción Viciano Nácher, de la Vall d'Uixó.
Va ser un dels 151 mallorquins que varen signar el 10 de juny de 1936 la Resposta als Catalans, publicada al diari La Publicitat de Barcelona el 14 de juny de 1936, un manifest a favor del procés de recuperació de la llengua i la cultura catalana a les Illes Balears.

## Llengua, pedagogia i democràcia
La producció escrita de Capó, en castellà i català, no es correspon amb la seva important aportació a la pedagogia balear coetània. Les seves publicacions, escrites en una prosa poètica, propera estèticament als escriptors de l'escola mallorquina, exposen el seu pensament profundament religiós combinat amb una exaltació de l'humanisme i del civisme arrelat a la cultura local i a la defensa de la llengua, que s'identifica amb els trets més significatius del Noucentisme català.
Les seves propostes són inspirades per un idealisme romàntic que confia en el potencial dels infants i en el poder de l'educació. El seu projecte educatiu és representat pel que ell anomena "Escola Bella" propera a Scuola Serena de la pedagoga suïssa Maria Boschetti Alberti. El pedagog mallorquí vol renovar l'ensenyament, modernitzar els mètodes i millorar la formació dels mestres per aconseguir el desenvolupament cívic i cultural dels homes i dels pobles. En la seva obra Educació a una democràcia presenta com una de les obligacions bàsiques el desenvolupament, a través de l'educació, de les capacitats naturals de tots els ciutadans, insistint d'aquesta manera en aquell principi tan propi del pensament progressista de començament de segle XX i que en aquest cas implica una crítica a la pervivència dels models caciquistes imperants en la societat illenca.